# Baissea lane-poolei
Baissea lane-poolei är en oleanderväxtart som beskrevs av Otto Stapf. Baissea lane-poolei ingår i släktet Baissea och familjen oleanderväxter. Inga underarter finns listade i Catalogue of Life.